# 王艺洁 (作曲家)
王艺洁（1983年—），生于青岛。旅德青年女作曲家，中国音乐学院作曲专业毕业。2016年6月于德国汉堡音乐戏剧大学获得博士学位。
王艺洁5岁起跟随父亲开始学习钢琴。1999年考入中国音乐学院附中作曲系，师从作曲家施万春。2001年获得北京市三好学生称号。2002年保送中国音乐学院作曲系继续师从施万春教授学习作曲。2004年作品《忆秦娥》获得“新生代“作曲比赛第三名，同年参与央视制作的电视剧《朱元璋》音乐部分的创作。2005年歌曲《小小蒲公英》获得全国儿童歌曲作品比赛二等奖。 
2007年考入德国汉堡音乐戏剧大学作曲系, 师从作曲家彼得·米歇尔·哈默尔教授学习作曲。自2008年连续三次获得德意志学术交流中心颁发的奖学金。2010年10月获得德国汉堡音乐戏剧大学作曲和音乐理论专业的硕士文凭。2011年4月至2016年4月在德国汉堡音乐戏剧大学攻读博士, 师从音乐学研究专家Beatrix Borchard教授，作曲家Georg Hajdu教授和作曲家陈晓勇教授。并连续多年获得Rudolf und Erika Koch-Stiftung等基金会以及汉堡市政府颁发的博士奖学金。
2007年2月作品《Die Zeiten des Jahres》在德国汉堡音乐戏剧大学首演。2008年8月,作品《Mondnacht》和《Vier Lieder nach  Gedichten von Sappho》在德国的瓦格纳拜罗伊特音乐节首演。2008年9月改编歌剧《Cosi fan tutte》在莫扎特音乐節首演。2008年12月, 委约作品《Francolin》在汉堡美术学院的画展首演。2009年11月作品《Die Zeiten des Jahres》作为优秀学生作品在汉堡现代音乐节再次发表。
2011年1月委约作品《Vier Lieder nach Gedichten von Sappho》在 Ernst Barlach Haus 首演。2011年6月与汉堡Camerata交响乐团和Kantorei Hauptkirche St. Katharinen合唱团合作, 成功首演中提琴协奏曲《Himmelssprung》和打击乐协奏曲《Chang'e's Reise zum Mond》。2012年4月与著名指挥家汤沐海和汉堡交响乐团合作，在汉堡音乐厅（Laeiszhalle Hamburg）再次演出了打击乐协奏曲《Chang'e's Reise zum Mond》。
2014年2月歌剧《Yang Guifei-die Konkubine des Kaisers 杨贵妃》在汉堡音乐与戏剧大学首演, 并多次在汉堡和基尔Schauspielhaus Kiel上演。
2016年4月15日 作品《诗经·关雎》------为女高音，大提琴和钢琴而作， 在深圳音乐厅首演。